# Broken Grounds
Broken Grounds – plaża (beach) w kanadyjskiej prowincji Nowa Szkocja, w hrabstwie Cape Breton, na wschód od zatoki Sydney Harbour (46°15′43″N, 60°06′18″W); nazwa urzędowo zatwierdzona 20 stycznia 1976.